# River Atlético Clube
O River Atlético Clube (de acrônimo RAC e conhecido por River) é um clube brasileiro de futebol, sediado na cidade de Teresina, no estado do Piauí. Fundado em 1946, é o clube que mais vezes conquistou o Campeonato Piauiense, com 32 títulos.
Um dos clubes mais populares do estado do Piauí, o River tem o galo como seu mascote. Costuma mandar seus jogos no Estádio Governador Alberto Tavares Silva.
Suas cores são o preto, branco e o vermelho, o clube é conhecido entre outras coisas pela alcunha de o "Eterno Campeão", em alusão ao período entre 1948 e 1965 onde conquistou 14 títulos estaduais, ao disputar 18 finais consecutivas.
Em participações na primeira divisão do Brasileiro, o River esteve em 5 edições da Série A (a partir de 1971) e 3 da antiga Taça Brasil. O clube foi vice-campeão do Campeonato Brasileiro da Série D em 2015 e já disputou o Campeonato Brasileiro Série B 10 vezes.
Atualmente, o clube disputa a 2ª divisão do Campeonato Piauiense.

## História

### Fundação
O dia 1 de março de 1946 é considerado pelo River a data oficial de fundação do clube. Um grupo de estudantes do "Ginásio Leão XIII", à época dirigido pelo professor Antilhon Ribeiro Soares, se reuniu, para tratar da fundação de uma sociedade desportiva que tomaria o nome de River Atlético Clube.
Todavia, o projeto não foi posto em prática, haja vista que não ocorreu a sua legalização nos órgãos desportivos competentes, como também não existe registro de qualquer atividade nos anos de 1946 e 1947. O primeiro registro histórico data de 15 de fevereiro de 1948. Nesse dia foi disputado o primeiro jogo do River contra o Amarantino. O primeiro gol do River foi marcado, nesse jogo, por Antônio Freire (Freirinho). O jogo foi realizado na cidade de Amarante-PI e o River ganhou por 4x3.
Quase um mês depois, em 12 de março de 1948, houve a chamada 'reorganização' do clube, liderada por Afrânio Messias Alves Nunes (presidente mais vitorioso do River - 11 títulos). 
Em 15 de março de 1948, o River já havia sido admitido na Federação Piauiense de Desportos. No mesmo ano, disputou o campeonato da temporada, do qual sagrou-se campeão.
Em 1967 o River Atlético Clube inaugura sua sede própria no Bairro dos Noivos, área nobre da Capital Piauiense. Afrânio Nunes, mais uma vez, foi o mentor do projeto da sede.

### O início
Em 1948, o River disputaria seu primeiro Campeonato Piauiense, o clube surgia em uma época que o futebol local era dominado por duas equipes, o Botafogo de Teresina e o Flamengo, também de Teresina. O River, então novato na competição se sagrou campeão, somando 22 pontos, ao longo das 14 partidas disputadas. Segue os registros das atividades do clube durante aquele campeonato:
Primeiro Turno
- River 0x0 Flamengo
- River 3x2 Automóvel
- River 4x3 Botafogo
- River 0x1 Terríveis
- River 3x1 Teresinense
- River 1x5 Industrial
- River 7x2 Artístico

Segundo Turno
- River 4x1 Flamengo
- River 4x1 Automóvel
- River 1x0 Botafogo
- River 3x0 Terríveis
- River 4x2 Teresinense
- River 1x1 Industrial
- River 4x3 Artístico

### Década de 1950 e o heptacampeonato
Na década de 1950 o River perpetuava a sua hegemonia sob o futebol local, ao conquistar de forma consecutiva as edições do Campeonato Piauiense de Futebol disputadas no período entre 1950 e 1956. A maior vítima do tricolor do Piauí foi o Botafogo que obteve cinco vice-campeonatos, mediante o futebol brilhante que enchia de brilho os olhos dos Piauienses que acompanhavam cada campeonato disputado pelo River.

### O hexacampeonato estadual
Com a tradição conquistada, e vindo de dez finais consecutivas 1948-1957, as expectativas tidas em cima do River não pesavam sob a equipe, tal afirmação tem conteúdo reforçado, mediante as conquistas do River do Campeonato Piauiense também no período entre 1958 e 1963. Segue os registros de partidas do campeonato de 1963, a do hexacampeonato:
Primeiro Turno
- River 1x1 Caiçara
- Comercial 2x0 River
- River 1x1 Piauí
- River 2x0 Auto Esporte
- River 7x1 Rio Negro
- Comercial 2x2 River
- River 2x1 Flamengo

Segundo Turno
- Piauí 1x3 River
- Rio Negro 0x3 River
- River 0x0 Auto Esporte
- River 3x0 Comercial
- Caiçara 1x2 River
- Flamengo 0x1 River

Terceiro Turno
- River 3x4 Auto Esporte
- River 5x0 Caiçara
- Piauí 3x5 River
- Flamengo 1x1 River
- River 4x1 Comercial

Final
- River 0x1 Caiçara
- River 4x0 Caiçara
- River 3x0 Caiçara

### Campeão do centenário de Teresina
O ano de 1952, considerado o centenário de Teresina, foi marcado por um torneio interestadual que reuniu os times do River e Botafogo (ambos de Teresina), Comercial (de Campo Maior), Ferroviário (de Parnaíba) e Sampaio Corrêa-MA. O River conquistou o título ao vencer o Botafogo por 3-2..

### A primeira participação em torneios nacionais
O ano foi 1963, a equipe Riverina conquistou a classificação para a Taça Brasil (Campeonato Brasileiro da época),por meio de uma vitória contra a equipe do Sampaio Corrêa de São Luis do Maranhão.
Na Primeira partida no Estádio Nhozinho Santos, localizado na capital maranhense, os donos da casa venceram a equipe piauiense por um placar de 3x0,já na partida de volta, no Estádio Municipal Lindolfo Monteiro, em Teresina, o River vencera por um placar de 2x0, faltava então o último e decisivo jogo. No último e mais importante jogo a equipe Riverina consolidou o feito da primeira classificação de uma equipe do Estado a um torneio nacional ao vencer o Sampaio Corrêa-MA por 1x0.

### A quebra de jejum
Em 1973, o River estava há 10 anos sem ganhar um título piauiense. Naquele ano, Afrânio Nunes montou um time mais forte que o Flamengo e Tiradentes, que estavam no auge na época. A decisão foi numa quarta feira à noite, no Estádio Lindolfo Monteiro.
A final foi entre River e Tiradentes que terminou em 0-0 no tempo normal e na prorrogação. A decisão foi para as grandes penalidades e na quinta cobrança Derivaldo marcou o gol que deu título ao River. A torcida invadiu o campo e arrancou as traves e levou para sede. Os jogadores do time campeão foram: Nilson, Bruno, Nelson, Osíris e Luizinho; Gerson Andreoti, Chubinho e Derivaldo; Botelho, Cesar e Batistinha.
Em 1977, foi realizado o maior campeonato piauiense de todos os tempos, quebrando recorde de público e renda, levando 100 mil pessoas aos três jogos decisivos Albertão. Na final foram 40 mil e o clássico Rivengo terminou empatado em 2-2, com gols de Dema (Fla) Sima (2) (River) e Dote (Fla). O gol do título foi marcado por Nivaldo "Coalhada" aos 9 minutos do 1º tempo da prorrogação.

### A primeira vitória contra uma seleção estrangeira
O ano foi 1978, um empresário mineiro chamado Pedro Nascimento trazia a Teresina, para um torneio internacional, a Seleção Uruguaia de Futebol, equipe formada por maioria jogadores com idade olímpica. Foi a primeira vez que uma equipe uruguaia atuou em solo piauiense. Com um público de um pouco mais que 13 mil pagantes em uma quarta-feira a noite, o River vencera aquela histórica partida por 1x0, com um gol do maior artilheiro e ídolo do clube, Sima, aos 13 minutos do 2º tempo.

### Copa João Havelange de 2000
Por não ter aceitado o seu rebaixamento à Série B em 1999 (caso Sandro Hiroshi, ver mais sobre o caso), o Gama, com apoio do Sindicato dos Técnicos de Futebol do Distrito Federal e do PFL, entrou com uma ação na Justiça comum exigindo sua reintegração à série A. Em junho de 2000, devido ao conflito de decisões entre STJD (contra o Gama) e a Justiça comum (a favor), com o processo ainda não tendo sido julgado em todas as instâncias, a CBF ficou impedida de publicar o regulamento do campeonato que deveria iniciar em seguida.
Em comum acordo, coube a responsabilidade da organização ao Clube dos 13. Sob a denominação "Copa João Havelange" (em homenagem ao ex-presidente da CBF e da FIFA João Havelange), o Campeonato Brasileiro de Futebol de 2000 contou com 116 clubes divididos em quatro módulos na sua primeira fase: Azul, Amarelo, Verde e Branco. A quantidade excessiva de participantes deveu-se a impossibilidade da aplicação jurídica dos critérios de acesso e descenso do ano anterior.
O River Atlético Clube integrou o Módulo Amarelo, composto por 36 clubes divididos em 2 grupos de 18. Encerrou a competição na 11º colocação do Grupo B, com 22 pontos, à frente de clubes como Ceará, América/RN e Vila Nova/GO que, ao contrário do piauiense, garantiram vaga na edição seguinte do Campeonato Brasileiro da Série B. Como na Copa João Havelange, a composição da Série B de 2001 foi influenciada por diversos lobbys políticos estaduais.

### Copa do Brasil 2008 - A melhor campanha na competição
Com o Albertão interditado, os dois representantes piauienses, o Barras e o River tiveram que escolher outros mandos para realizar suas partidas. O Barras encarou o Corinthians, que se encontrava na Série B, em Brasília. Em função da diferença técnica das duas equipes, o time paulista goleou sem dificuldades por 6 a 0. Restava o River.
Na primeira fase encontrou o Jaguaré, do Espírito Santo. Na partida de ida, fora de casa, perdeu por 3 a 2 com o gol da vitória do time adversário marcado aos 50' do segundo tempo pelo jogador Diogo. Os gols riverinos foram marcados por Jorginho e Kuriri. Na partida de volta, no Estádio Tibério Nunes, em Floriano, o River despachou a equipe do Jaguaré pelo placar de 2 a 0 (4 a 3 para o River no placar agregado), com gols de Maurício Pantera e Kuriri, ambos no segundo tempo.
Na segunda fase o River fez um grande duelo com o Botafogo. Naquela época o time carioca possuía bons jogadores como o goleiro uruguaio Castillo, o lateral direito Alessandro, os volantes Diguinho e Túlio, o meia Lúcio Flávio e os atacantes Jorge Henrique e Wellington Paulista. Cuca era o técnico do time.
Mesmo com grandes jogadores, o time treinado até então por Luís Carlos Winck não se intimidou. O mando de campo era na cidade maranhense de Bacabal e o estádio ficou dividido em riverinos, botafoguenses e, a grande maioria, simples espectadores que foram prestigiar o clássico.
Aos 16 minutos do primeiro tempo, Alex Mineiro cobra falta a favor do River. Um chute forte faz a  bola quicar em frente ao goleiro Castillo matando o goleiro uruguaio. Já aos 26 minutos Jorge Henrique toca para Wellington Paulista que manda um pombo sem asas de fora da área, sem chances para o goleiro Fábio. 1 a 1.
Já no segundo tempo, aos cinco minutos Luciano toca para Kemerson, que chuta forte no canto esquerdo. O segundo gol do Galo fez com que a maioria absoluta dos torcedores passassem a incentivar ao River, que heroicamente resistiu à ofensiva do Botafogo  e levou a pequena vantagem para o segundo jogo, no Rio.
No jogo da volta, o Engenhão ficou lotado e a pressão da torcida  adversária foi enorme, e o time não conseguiu segurar o resultado. Derrota por 2 a 0, gols do atacante André Lima no primeiro tempo, e do atacante Wellington Paulista no segundo tempo. 3 a 2 no placar agregado para o Botafogo, o que não apaga a boa campanha do maior piauiense nessa edição da Copa do Brasil.
Time do River em River 2 x 9 Vitória: Fábio; Jorginho, Alex Mineiro, Zezé e Índio; Joãozinho, Diego Marangon, Luciano (Cláudio) e Kemerson (Lúcio), Kuriri e Maurício Pantera (Zezinho). Técnico: Luís Carlos Winck.

### O fim do jejum, o bi do estadual e o vice-campeonato daSérie D de 2015
O River passou anos lutando para se reestruturar no cenário piauiense e a partir de 2009 quando Elizeu Aguiar tornou-se presidente do clube e pôs como meta fazer o River voltar ao cenário do futebol no Nordeste . Em 2014 o time conquistou, após 7 anos, o título piauiense, com direito a um público de 24 mil pessoas no jogo de volta como mandante. No mesmo ano, a diretoria contratou Flávio Araújo com o objetivo de levar o time de volta à Série C. Após o título piauiense de 2014, o River conquistou o direito de participar da Copa do Nordeste 2015, onde iniciou bem com uma vitória sobre o Botafogo-PB em João Pessoa, mas deslizes em casa e derrotas nos últimos minutos para Fortaleza e Ceará acabaram com o sonho tricolor de se classificar para as quartas da competição.
Entretanto, o Tricolor conseguiu a volta por cima ao conquistar o bicampeonato piauiense sobre o maior rival, Flamengo-PI. O empate na prorrogação deu o título e a vaga na Série D 2015. Na fase de grupos, Palmas, Santos-AP, Imperatriz e Guarani de Juazeiro foram os adversários do tricolor. O River terminou em primeiro no seu grupo e se tornou o primeiro piauiense a passar de fase na história do Brasileirão Série D.
Nas oitavas, enfrentou o Estanciano-SE. Após perder fora de casa por 2x1, uma grande vitória por 3x0 no jogo de volta classificou o time riverino para as quartas. Nas quartas, o adversário foi o Clube Esportivo Lajeadense. O tricolor venceu de forma espetacular o primeiro jogo, novamente por 3x0, em uma atuação brilhante e segura diante de um Albertão lotado, e um empate tenso e nervoso por 1x1 em Lajeado-RS, com incidentes envolvendo rojões e bombas arremessados no banco de reservas do time piauiense, no dia 19 de outubro, garantiu o acesso riverino à Série C, o primeiro acesso de divisão no futebol nacional de um time do Estado.
Nas semifinais, outro gaúcho no caminho do Galo. O Ypiranga de Erechim tinha a vantagem de fazer o segundo jogo em casa. Em Teresina, Eduardo brilhou em um jogo muito aberto e cheio de polêmicas, onde o River venceu por 2x0 com ambos os gols do atacante. Na volta em Erechim, o Ypiranga devolveu o placar em outro jogo marcado por polêmicas de arbitragem, envolvendo pênalti mal marcado a favor do time gaúcho e impedimentos inexistentes para ambos os lados. Na decisão por pênaltis, o goleiro riverino Naylson defendeu duas cobranças e cobrou a última penalidade, convertendo e levando o River à primeira final de uma competição nacional da história do clube piauiense e do futebol do estado.
Na final, River e Botafogo-SP duelaram para mostrar quem é o melhor da Série D. O primeiro jogo ocorreu em Ribeirão Preto no dia 7 de novembro. Com um 1º tempo muito morno a equipe piauiense conseguiu segurar o ímpeto do time paulista, que investia em avanços perigosos do atacante Canela. No 2º tempo, a equipe botafoguense veio com tudo e logo aos 12 minutos, Canela deixa dois jogadores do Galo para trás e toca para Francis que marca por debaixo das pernas de Naylson. O River continuou tentando chegar à área botafoguense, mas foi surpreendido aos 25 com o segundo gol do adversário: depois do escore feito por Nunes, Francis marca para o Pantera de Ribeirão Preto. Aos 36 minutos, o time teresinense desconta: Thiago Dias recebe de Fabinho e bate com força na bola que pega na trave de Neneca e sobra para Célio Codó empurrar paras redes, que voltou a jogar depois de três meses afastado por lesão. Aos 42 do segundo tempo, de novo Francis anota para a equipe paulista. Aos 43 minutos da etapa final, quando a torcida botafoguense já gritava "é campeão", o meia Amorim cobra falta na área do Botafogo e o goleiro Neneca faz contra e decreta o placar final, frustrando a torcida do time de Ribeirão Preto.
O segundo jogo da grande final foi disputado no dia 14 de novembro no Estádio Albertão, em Teresina. O público presente (Mais de 40 mil torcedores) foi o maior de toda a Série D 2015 e o de vários torneios no segundo semestre do mesmo ano. O marcador da decisão ficou sem gols até o apito final, conferindo ao River o vice-campeonato do torneio nacional.

### 2016: o tricampeonato estadual e o rebaixamento à Série D
Após a conquista do acesso à Série C de 2016, a torcida do River estava esperançosa quanto a ter um bom ano, esperança essa que aumentou em 26 de maio daquele ano. Nesse dia o clube sofreu uma acachapante derrota por 3 a 1 para o Altos-PI, mas devido a escalação irregular de um jogador, o clube altoense foi punido e perdeu o título do segundo turno, consagrando o River como tricampeão estadual naquele ano . Meses antes, na Copa do Nordeste, o clube havia feito uma campanha razoável em um grupo complicado com Sport Recife e Fortaleza, mas acabou eliminado após um jogo polêmico contra o Fortaleza em Teresina.
Na Copa do Brasil, uma campanha histórica: o time eliminou o tradicional Goiás. Após uma vitória por 2-1 em Teresina, o clube esmeraldino devolveu o placar em Goiânia, mas o tricolor piauiense conseguiu sua classificação após incríveis vinte cobranças de penalidades máximas . Na fase seguinte, o clube acabou eliminado pelo Botafogo-PB.
Entretanto, a torcida se frustrou com um desempenho terrível na Série C, onde um time apático, passando pelas mãos de vários treinadores, acabou rebaixado para a Série D de 2017 junto do América de Natal .

### 2017: campanha histórica naCopa do Nordestee frustrações
Depois de um tenso ano de 2016 o River buscava a conquista do tetra estadual para se garantir nas competições nacionais de 2018, boas campanhas na Copa do Brasil de 2017 e no Nordestão, mas acima de tudo, o retorno à Série C.
Na Copa do Brasil, uma enorme decepção: precisando apenas de um empate fora de casa contra o modesto Sete de Dourados-MS, o time perdeu e foi eliminado de cara na primeira fase da competição . Porém, o time fez história ao ser o primeiro piauiense a conseguir uma vaga nas quartas de final da Copa do Nordeste. Com 13 pontos, mesmo número de pontos do líder Sport Recife, o clube avançou, e parou ao ser eliminado pelo Vitória.
Após isso, uma série de decepções marcaram o ano tricolor: eliminado no Piauiense e na primeira fase da Série D, condição que deixou o clube sem um calendário expressivo para o ano seguinte.

### 2018: reestruturação, nova diretoria e o retorno às competições nacionais
Em novembro de 2017, Givanildo Campelo foi eleito presidente do River e prometeu reestruturar o time, devolvendo-o às competições nacionais em 2019, mas acima de tudo, melhorando a parte de infraestrutura do clube . Cumprindo parte da promessa, Givanildo investiu em obras no CT, como um novo gramado para o campo, uma sala de imprensa e melhorias gerais, para que o clube tivesse uma estrutura melhor para seus jogadores e comissão técnica .
Em relação ao desempenho dentro de campo, o time foi vice campeão piauiense após perder para o Altos em 4-2 no agregado. Apesar da ausência do título, o clube conquistou o direito de disputar a Copa do Brasil e a Série D em 2019, além do pré-Nordestão 2019 .

### 2025: rebaixamento no estadual
Em 2025, o River fez campanha abaixo do esperado no Campeonato Piauiense e foi rebaixado para a segunda divisão pela segunda vez em sua história (1966), conquistando apenas 5 pontos em 8 jogos. O rebaixamento foi decretado no dia do aniversário do clube, após uma derrota de 2x0 para o Piauí.

## Símbolos

### Escudo
O Escudo, um dos principais símbolos do River Atlético Clube, sofreu várias alterações durante a história, sendo, atualmente, dividido em três partes: acima, preto; ao centro, branco, marcado pela presença da letra "R", caráter inicial do nome do clube; e abaixo, o vermelho. Na parte superior há a presença de quatro estrelas amarelas, representando o tetracampeonato conquistado nos anos 1999-2000-01-02.

### Uniforme
Nos primeiros registros de atividades do clube (15 de fevereiro de 1948) adotava como principal camisa a camisa branca, com faixa em diagonal contendo três cores, o preto, o branco e o vermelho. Com o tempo, a camisa da equipe sofrera alterações. Atualmente, o River tem como primeira e principal camisa a vermelha, com duas faixas centrais pretas e uma branca ao meio. A segunda principal camisa é a branca, que também contém três faixas centrais, porém, nas cores preto, branco e vermelho.

#### Uniformes dos jogadores
- 1º uniforme: Camisa vermelha, com duas faixas centrais pretas e uma branca ao meio; calção e meias vermelhas;
- 2º uniforme: Camisa branca, com três faixas centrais, uma preta, uma branca e uma vermelha; calção e meias brancas.
- 3º uniforme: Camisa preta, com duas faixas centrais vermelhas e uma branca ao meio; calção e meias pretas.
- 4º uniforme: Camisa com listras na vertical, nas cores preto, branco e vermelho, calção e meias pretas.

2018
| 1º Uniforme | 2º Uniforme | 3º Uniforme | 4º Uniforme |

2017
| 1º Uniforme | 2º Uniforme | 3º Uniforme | 4º Uniforme |

### Hino
Hino do River Atlético Clube
Autor: Maestro Luis Santos
Avante, Riverinos!
Com a bandeira de glória nas mãos
Lutemos com ardor
Pela vitória do tricolor
Levemos a nossa sede
Que é orgulho do nosso torrão
A taça conquistada
Com heroísmo e sem paixão.
A nossa meta certa a seguir
É defender o Piauí
Com o nome do tricolor
Em qualquer lugar
Gritando gol!
E ainda proporcionarmos
Um meio social
Sem igual.

## Títulos
| REGIONAIS | REGIONAIS              | REGIONAIS | REGIONAIS |
|           | Competição             | Títulos   | Temporadas |
| --------- | ---------------------- | --------- | --- |
|           | Torneio Maranhão-Piauí | 1         | 1980. |
| ESTADUAIS |                        |           | |
|           | Competição             | Títulos   | Temporadas |
|           | Campeonato Piauiense   | 32        | 1948, 1950, 1951, 1952, 1953, 1954, 1955, 1956, 1958, 1959, 1960, 1961, 1962, 1963, 1973, 1975, 1977, 1978, 1980, 1981, 1989, 1996, 1999, 2000, 2001, 2002, 2007, 2014, 2015, 2016, 2019 e 2023 |
|           | Copa Piauí             | 1         | 2006 |
|           | Torneio Início         | 10        | 1949, 1950, 1951, 1953, 1955, 1959, 1962, 1964, 1971 e 1978. |

### Campanhas de destaque
| NACIONAIS | NACIONAIS                       | NACIONAIS        | NACIONAIS   |
|           | Competição                      | Melhor campanha  | Temporadas  |
| --------- | ------------------------------- | ---------------- | ----------- |
|           | Campeonato Brasileiro - Série D | Vice-Campeão     | 2015        |
| REGIONAIS |                                 |                  |             |
|           | Competição                      | Melhor campanha  | Temporadas  |
|           | Copa do Nordeste                | Quartas-de-Final | 2017        |
|           | Copa Norte                      | Semifinais       | 2000 e 2001 |

### Outras conquistas

#### Regionais
- Torneio Centenário de Teresina: 1952.
- Taça Dr. Juarez: 1974.

#### Estaduais
- Torneio Democracia: 1957.
- Torneio Petrônio Portela: 1965.
- Torneio da Fraternidade: 1966.
- Taça Afrânio Nunes: 1967.
- Quadrangular Carlos Carvalho: 1969.
- Taça João Silva Filho: 1970.
- Torneio Murilo Rezende: 1973.
- Taça Cidade de Teresina: 1975, 2014.
- Torneio Acelino Souza: 1991.
- Torneio Governador Wellington Dias: 2004.

## Rivalidade

### Rivengo
Chama-se de Rivengo um clássico do futebol disputado entre dois clubes do estado do Piauí, o River Atlético Clube e a Esporte Clube Flamengo que são as duas maiores torcidas do estado. É o clássico mais tradicional do estado do Piauí e uma das grandes rivalidades do nordeste. A rivalidade é apontada como o 11º maior clássico nordestino.

## Patrimônio

### Centro de Treinamento Afrânio Nunes
Após vender o antigo patrimônio localizado na avenida Arêa Leão, bairro dos Noivos (área nobre na zona Leste de Teresina), foi construída um novo centro de treinamento do River Atlético Clube, que em seu nome homenageou o ex-presidente e ídolo da instituição, Afrânio Messias Alves Nunes. Em seis hectares, o novo Centro de Treinamento conta com:
- Dois campos com dimensões oficiais (segundo em andamento);
- Loja Oficial;
- Quadra de areia;
- Ginásio Poliesportivo coberto;
- Alojamento;
- Bar;
- Área de recreação;
- Setor de Fisioterapia;
- Estacionamento;
- Academia para musculação;
- Sala de troféus;
- Centro Administrativo (com salas dos departamentos jurídico, financeiro, futebol, comunicação & marketing e presidência);
- Secretaria;
- Sala de imprensa;
- Piscinas semiolímpica e infantil;
- Playground Infantil;
- Cozinha.[20][21]

## Elenco atual
Atualizado em: 4 de junho de 2024.

## Fatos e feitos
- O clube faz parte das poucas equipes do Norte-Nordeste que venceram uma seleção estrangeira[23]

Em 1978 vencera a Seleção do Uruguai em um torneio realizado em Teresina.
- Está entre os clubes que possuem o maior número de finais consecutivas do Brasil[23]

No período entre 1948 e 1965 disputou 18 finais consecutivas do Campeonato Piauiense.
- Foi o primeiro clube do Piauí a disputar a Taça Brasil

O ano foi 1963, e se classificou para o torneio ao eliminar o Sampaio Corrêa.
- Aplicou uma das maiores goleadas em clássicos do Brasil

No dia 7 de setembro de 1951, aplicou uma goleada de 11x3 em cima do arquirrival Flamengo-PI. 
- Maior campeão estadual do Século XX

Conquistou 26 títulos do Campeonato Piauiense no século passado.
- O clube marcou o gol mais rápido da história do Campeonato Piauiense[24]

Feito alcançado no duelo entre River e Caiçara de Campo Maior, válido pelo Campeonato Piauiense de 1986, quando o jogador Paulo César Nóbrega Portela, o "Paulinho", conseguiu a proeza de marcar um gol aos 7 segundos de partida, no Estádio Albertão, em Teresina.
- É o maior campeão do Campeonato Piauiense[carece de fontes?]

Com 31 títulos conquistados ao longos dos 70 anos de histórias, o clube é o maior campeão estadual do Piauí.
- Seu maior ídolo é Sima Teles Bacelar.[carece de fontes?]

O Ex-Atleta até os dias atuais é considerado o maior artilheiro do Norte-Nordeste e do próprio clube.
- Quem mais atuou em partidas oficiais pelo clube foi Paulo César Nóbrega Portela[25]

Paulo César Nóbrega Portela, popularmente conhecido como "Paulinho", vestiu a camisa riverina em 235 partidas oficiais.
- O clube está entre os maiores campeões consecutivos do Brasil.[26]

Tal feito foi consolidado através das conquistas de um heptacampeonato (1950 a 1956), um hexacampeonato (1958 a 1963) e um tetracampeonato (1999 a 2002).
- Primeiro clube do Nordeste a ser hexacampeão estadual

Além de ser o único clube piauiense hexacampeão, o River foi o primeiro clube do Nordeste a ser hexacampeão estadual (1958 a 1963).
- Maior campeão estadual do Século XXI

Conquistou 7 títulos do Campeonato Piauiense durante esse século.
- Primeiro clube do Piauí a conseguir um acesso à Série C do Campeonato Brasileiro

Tal feito ocorrera em 2015 após o Galo eliminar nas quartas de final o Lajeadense por 4x1 no agregado (3x0 em casa e 1x1 fora).
- É o time com mais participações do Campeonato Piauiense   Ao todo foram 76 participações

## Temporadas

### Participações
|  | Participações em 2026 |

| Competição | Competição            | Temporadas | Melhor campanha         | Estreia | Última | P | R |
| Piauí      | Campeonato Piauiense  | 78         | Campeão (32 vezes)      | 1948    | 2025   |   | 2 |
| Piauí      | Segunda Divisão       | 1          | Estreia (2026)          | 2026    | 2026   | – |   |
|            | Copa do Nordeste      | 7          | Quartas-de-final (2017) | 2015    | 2024   |   |   |
| Brasil     | Campeonato Brasileiro | 8          | 13º colocado (1963)     | 1962    | 1982   |   |   |
| Brasil     | Série B               | 10         | 7º colocado (1982)      | 1971    | 2000   | – |   |
| Brasil     | Série C               | 9          | 12º colocado (2006)     | 1996    | 2016   | – |   |
| Brasil     | Série D               | 6          | Vice-campeão (2015)     | 2014    | 2024   | 1 |   |
| Brasil     | Copa do Brasil        | 14         | 2ª fase (5 vezes)       | 1990    | 2024   |   |   |

## Ranking da CBF
Ranking atualizado em dezembro de 2016
- Posição (Brasil): 65º lugar, 1.373 pontos[carece de fontes?]
- Posição (Piauí): 1º

Ranking criado pela Confederação Brasileira de Futebol para pontuar todos os clubes do Brasil.

## Presidentes
- Raimundo Portela Basílio (1948)
- Walter de Carvalho Abreu (1949)
- Creso Jenuíno de Oliveira (1950)
- Antilhon Ribeiro Soares (1951)
- João França Filho (1952)
- Rogério de Castro Matos (1953)
- Afrânio Messias Alves Nunes, Raimundo Portela Basílio e Aloísio Ribeiro - Junta (1954 a 1955)
- Raimundo Portela Basílio (1956)
- Astrolábio Paiva e Silva (1957)
- Afrânio Messias Alves Nunes (1958 a 1961)
- Aloísio Ribeiro (1962)
- Afrânio Messias Alves Nunes (1963)
- Portela Nazar (1964 a 1965)
- Afrânio Messias Alves Nunes (1966 a 1967)
- Cosme Alves de Oliveira (1968 a 1969)
- Delson Castelo Branco Rocha (1970 a 1971)
- Afrânio Messias Alves Nunes (1972 a 1976)
- Elizeu Aguiar (2005 a 2006)
- Franklin Kalume (2007 a 2008)
- Elizeu Aguiar (2009 a 2017)
- Givanildo Campelo (2018-2020)

## Torcidas organizadas
- Embriagalo - Fundada em 1977. (desativada)
- Torcida Independente - Fundada em 1998. (desativada)
- Torcida GalAço (desativada)
- Jovem Galo - Fundada em 2000. (desativada)
- TEG - Torcida Esporão do Galo - Fundada em 2001.
- Torcida Império Tricolor - Fundada em 2003. (desativada)
- Torcida River Chopp  - Fundada em 2015.
- Torcida River Amigos  - Fundada em 2015. (desativada)
- TGA - Torcida Galo de Aço - Fundada em 2015.